# Chloromiza
Chloromiza là một chi bướm đêm thuộc họ Geometridae.